# Ariaman
Ariaman é um personagem da mitologia hindu. Pode-se referir a:
- Chefe dos Pitris.
- O Adityas da morte e da destruição.
- Um dos Viswa devas.

A energia solar na mitologia védica, usado como expressão tem um significado aproximado do termo "amigo do peito" em português.